# Pararge achine
Pararge achine är en fjärilsart som beskrevs av Giovanni Antonio Scopoli 1763. Pararge achine ingår i släktet Pararge och familjen praktfjärilar. Inga underarter finns listade i Catalogue of Life.

## Bildgalleri

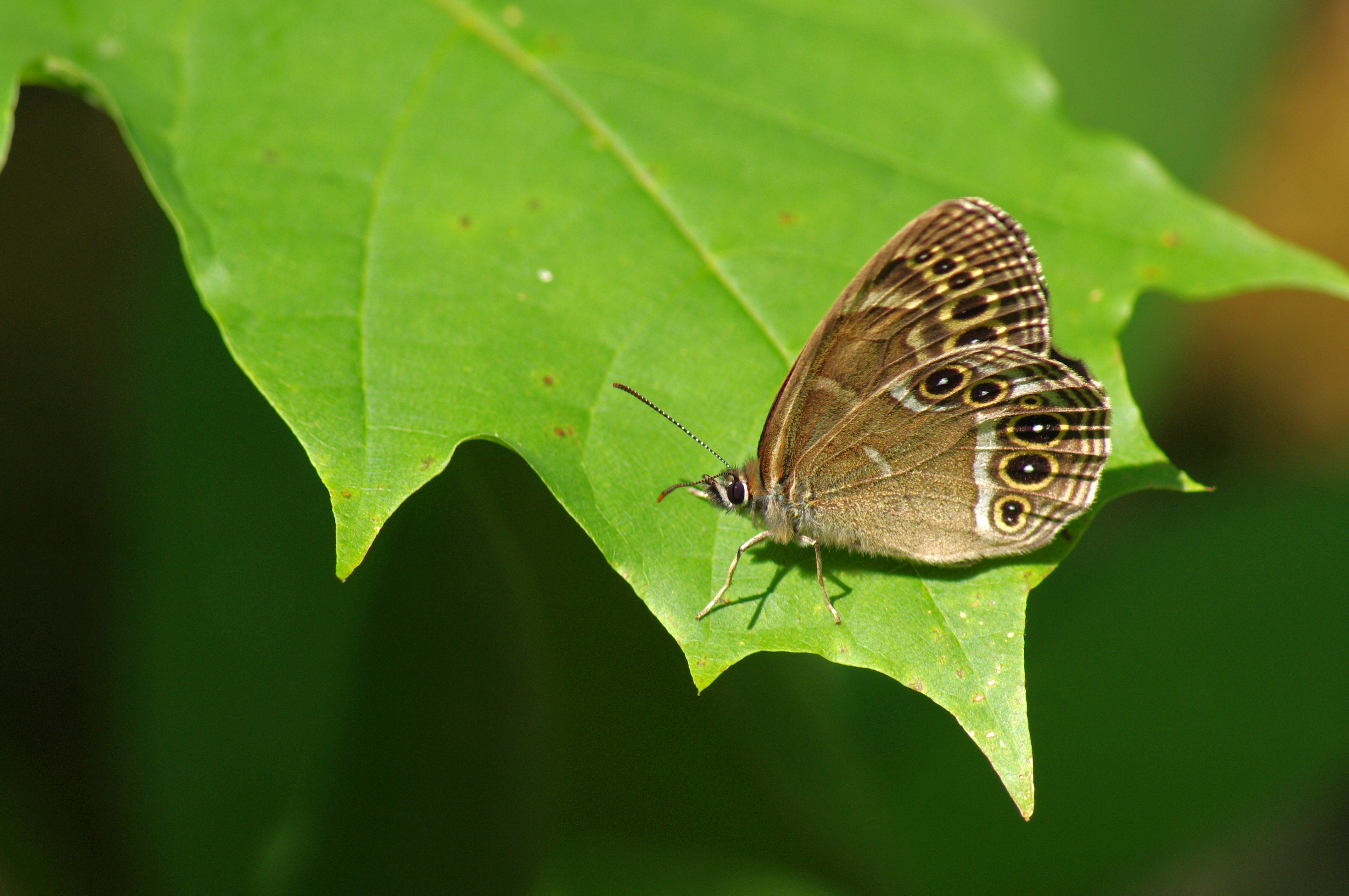
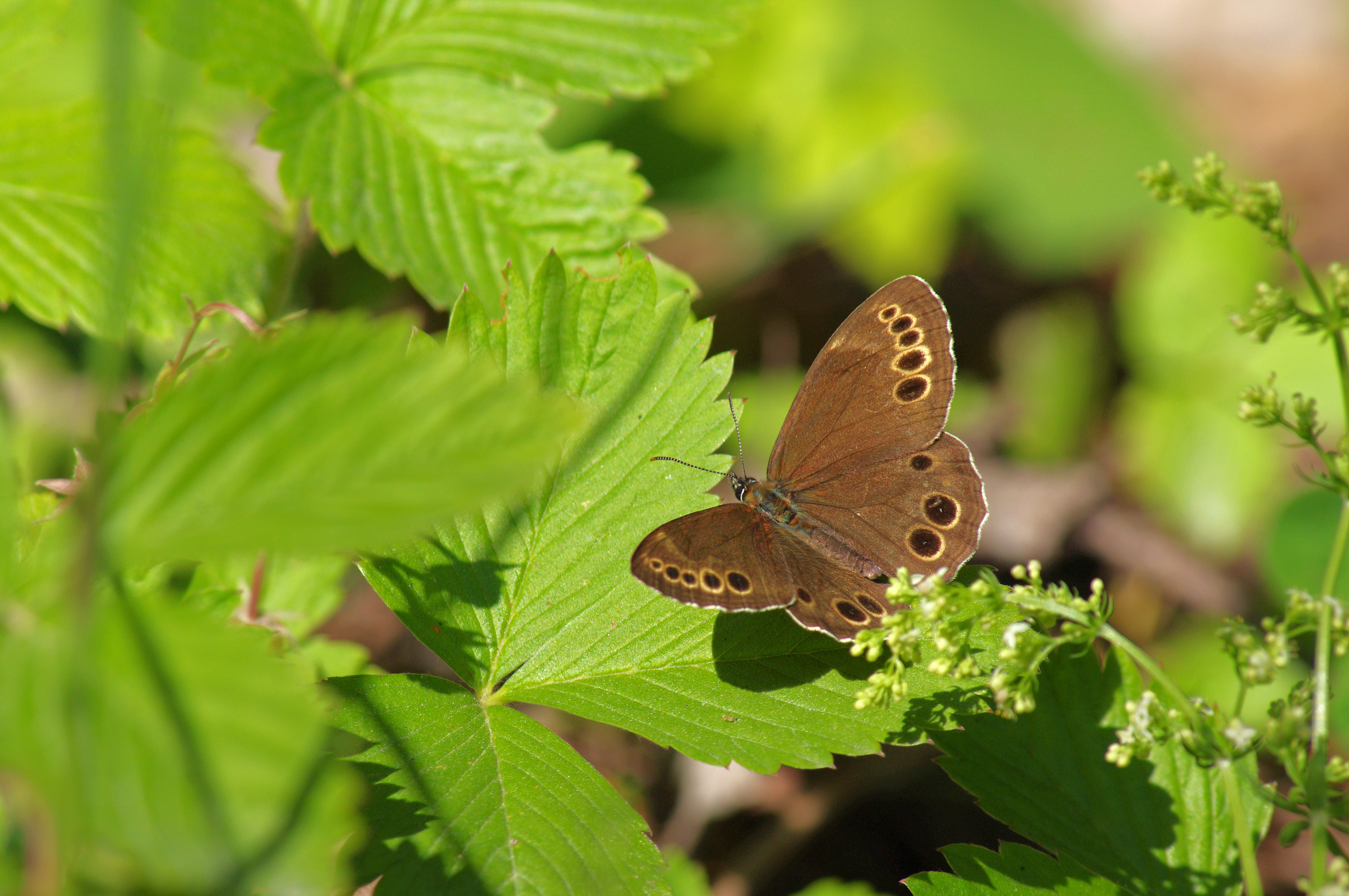